# Hans Heinrich Block
Hans Heinrich Block (* 30. September 1938 in Alsfeld) ist ein Brigadegeneral außer Dienst der Luftwaffe der Bundeswehr.

## Leben
Beförderungen
- 1961 Leutnant
- 1963 Oberleutnant
- 1966 Hauptmann
- 1971 Major
- 1974 Oberstleutnant
- 1980 Oberst
- 1991 Brigadegeneral

Block trat 1959 in die Bundeswehr ein und absolvierte seine Grundausbildung bei der Luftwaffe in Husum. 1959/60 besuchte er die Offizierschule der Luftwaffe (OSLw) in Neubiberg. Danach erhielt er eine fliegerische Ausbildung auf der Williams Air Force Base in Mesa, Arizona. Von 1963 bis 1969 war er Flugzeugführer im Jagdbombergeschwader 32 in Lechfeld.
Von 1969 bis 1971 absolvierte er den 14. Generalstabslehrgang Luftwaffe an der Führungsakademie der Bundeswehr in Hamburg, wo er zum Offizier im Generalstabsdienst ausgebildet wurde. Von 1971 bis 1973 war er A3 bei der 1. Luftwaffendivision in Meßstetten. 1973 wurde er Kommandeur der Fliegenden Gruppe im Jagdbombergeschwader 33 in Büchel. Von 1976 bis 1980 war er Referent im Führungsstab der Luftwaffe (Fü L III 3) in Bonn. Von 1980 bis 1983 war er Kommodore beim Jagdgeschwader 74 „Mölders“ in Neuburg an der Donau. 1983 wurde er Chef des Stabes der 1. Luftwaffendivision in Meßstetten. Von 1985 bis 1988 war er Referatsleiter Fü L III 3 in Bonn.
1988 wurde er Einsatzgeneralstabsoffizier im HQ Allied Forces Central Europe (AFCENT) in Brunssum. 1991 wurde er General Flugsicherheit in der Bundeswehr in Köln-Wahn.